# جاستین بارنز
جاستین بارنز (انگلیسی: Justus D. Barnes؛ ۲ اکتبر ۱۸۶۲ – ۶ فوریهٔ ۱۹۴۶) یک هنرپیشه اهل ایالات متحده آمریکا بود.

## گزیده فیلمشناسی
از فیلم‌ها یا برنامه‌های تلویزیونی که وی در آن نقش داشته‌است می‌توان به آثار زیر اشاره کرد.
- سرقت بزرگ قطار (۱۹۰۳)
- دیوید کاپرفیلد (۱۹۱۱)
- نیکلاس نیکلبی (۱۹۱۲)
- ستاره بیت‌اللحم (۱۹۱۲)